# Municipio de Milford (Kansas)
El municipio de Milford (en inglés: Milford Township) es un municipio ubicado en el condado de Geary en el estado estadounidense de Kansas. En el año 2010 tenía una población de 1669 habitantes y una densidad poblacional de 12,99 personas por km².

## Geografía
El municipio de Milford se encuentra ubicado en las coordenadas 39°9′24″N 96°53′51″O / 39.15667, -96.89750. Según la Oficina del Censo de los Estados Unidos, el municipio tiene una superficie total de 128.47 km², de la cual 102.37 km² corresponden a tierra firme y (20.31%) 26.1 km² es agua.

## Demografía
Según el censo de 2010, había 1669 personas residiendo en el municipio de Milford. La densidad de población era de 12,99 hab./km². De los 1669 habitantes, el municipio de Milford estaba compuesto por el 83.76% blancos, el 6.71% eran afroamericanos, el 0.54% eran amerindios, el 1.74% eran asiáticos, el 0.12% eran isleños del Pacífico, el 1.68% eran de otras razas y el 5.45% pertenecían a dos o más razas. Del total de la población el 6.35% eran hispanos o latinos de cualquier raza.